# Salih Sefercik
Salih Sefercik (* 8. Januar 1984 in Çaycuma) ist ein ehemaliger türkischer Fußballspieler.

## Karriere
Sefercik begann mit dem Vereinsfußball 1997 in der Jugend von Filyos Ateşspor und durchlief später die Jugendmannschaften von Sefercikspor, Zonguldakspor und Çaycumaspor. 2004 wechselte er zum damaligen Viertligisten Keçiörengücü. Hier gelang es ihm sich auf Anhieb einen Stammplatz zu erkämpfen. In der Viertligasaison 2005/06 wurde er mit seinem Team Meister der TFF 3. Lig, wodurch man den direkten Aufstieg in die TFF 2. Lig erreichte. Da der Verein nach nur einem Jahr wieder in die 3. Lig abstieg, verließ Sefercik die Hauptstädter und wechselte zum Drittligisten Gebzespor. Hier spielte er nur eine Saison und ging dann zum Ligakonkurrenten İskenderun Demir Çelikspor, ehe er nach einer weiteren Spielzeit zu Gebzespor zurückkehrte.
Nachdem er nach Gebzespor zum Frühjahr 2010 verlassen hatte, spielte er bei diversen Teams der TFF 2. Lig. Zum Frühjahr 2012 heuerte er zum bei Balıkesirspor an. Mit diesem Verein erreichte er zum Ende der Drittligasaison 2012/13 die Meisterschaft und damit den Aufstieg in die TFF 1. Lig.
Zur Saison 2013/14 wechselte er gemeinsam mit seinem Mannschaftskameraden Kerem Gülbahar in die TFF 1. Lig zum Absteiger Orduspor. Bereits nach einer Saison zog er innerhalb der TFF 1. Lig zum südanatolischen Vertreter Gaziantep Büyükşehir Belediyespor weiter.
Zur Saison 2015/16 wechselte er zum Drittligisten MKE Ankaragücü und eine Saison später zum Zweitligisten Giresunspor. Bereits zur nächsten Rückrunde zog er zum Drittligisten Kastamonuspor 1966 weiter.

## Erfolge
Mit Keçiörengücü
- Meister der TFF 3. Lig und Aufstieg in die TFF 2. Lig: 2005/06

Mit Balıkesirspor
- Meister der TFF 2. Lig und Aufstieg in die TFF 1. Lig: 2012/13